# Skeneopsis
Genre
Skeneopsis est un genre de mollusques gastéropodes de la famille des Skeneopsidae. L'espèce-type est Skeneopsis planorbis.

## Liste d'espèces
Selon World Register of Marine Species (28 octobre 2017) :
- Skeneopsis planorbis (O. Fabricius, 1780)
- Skeneopsis sultanarum Gofas, 1983